# Жентин
Женти́н (фр. Gennetines) — коммуна во Франции, находится в регионе Овернь. Департамент коммуны — Алье. Входит в состав кантона Изёр. Округ коммуны — Мулен.
Код INSEE коммуны — 03121.

## Население
Население коммуны на 2008 год составляло 589 человек.
| 1962 | 1968 | 1975 | 1982 | 1990 | 1999 | 2008 |
| ---- | ---- | ---- | ---- | ---- | ---- | ---- |
| 451  | 477  | 434  | 537  | 554  | 559  | 589  |

## Экономика
В 2007 году среди 380 человек в трудоспособном возрасте (15—64 лет) 277 были экономически активными, 103 — неактивными (показатель активности — 72,9 %, в 1999 году было 73,4 %). Из 277 активных работали 262 человека (146 мужчин и 116 женщин), безработных было 15 (7 мужчин и 8 женщин). Среди 103 неактивных 29 человек были учениками или студентами, 52 — пенсионерами, 22 были неактивными по другим причинам.